# Hermann Oncken
Karl Hermann Gerhard Oncken (né le 16 novembre 1869 à Oldenbourg et mort le 28 décembre 1945 à Göttingen) est un historien et publiciste politique allemand.

## Biographie

### Premières années et premières étapes de son travail
Hermann Oncken est le fils du marchand d'art de la cour Carl Gerhard Oncken (1839-1925) et de sa femme Friederike Catharine Hermine Oncken, née Krüger (1848-1903), à Oldenbourg. Il est un neveu de Wilhelm Oncken et August Oncken (de). Oncken étudie au lycée grand-ducal d'Oldenbourg (de) de Pâques 1878 jusqu'à ce qu'il passe son Abitur en 1887. Il étudie ensuite l'histoire, l'allemand et l'économie à l'Université Frédéric-Guillaume de Berlin et pendant deux semestres à l'Université Robert-Charles de Heidelberg. Là, il assiste aux conférences du philosophe Kuno Fischer. De retour à Berlin, où il rejoint la Spandovia Landsmannschaft et assiste aux conférences des historiens Harry Bresslau, Paul Scheffer-Boichorst, Reinhold Koser et Gustav von Schmoller, il obtient son doctorat le 11 août 1891 sous la direction de Max Lenz, professeur titulaire d'histoire allemande moderne depuis 1890, avec une thèse sur les sources historiques oldenbourgeoises du Moyen Âge. Ensuite, de 1891 à 1894, il est assistant scientifique sous la direction de Georg Sello (de) comme assistant de recherche à la Maison grand-ducale et aux Archives centrales (aujourd'hui Archives d'État d'Oldenbourg (de)) à Oldenbourg. En 1892, avec Sello, il fonde le Jahrbuch für das Herzogtum Oldenburg (depuis 1915 Oldenburger Jahrbücher). À partir de 1894, Oncken prend en charge sa rédaction, qu'il poursuit jusqu'en 1904. En 1898, Oncken obtient à nouveau son habilitation auprès de Lenz avec la thèse Graf Christoph von Oldenburg à Berlin, basée sur l'histoire de la région d'Oldenbourg, puis travaille comme maître de conférences privé à l'université et à l'Académie de guerre prussienne. Le mariage en 1902 avec Margarethe Weber (1876–1954), la sœur d'August Weber (de), donne naissance trois enfants, dont l'historienne de l'art Alste Horn-Oncken (1910–1991). Au semestre d'hiver de 1905, il se rend à Chicago en tant que professeur invité. En 1906, il accepte un poste de professeur à l'Université de Giessen . En 1907, Oncken s'installe à l'Université Robert-Charles de Heidelberg, où il occupe la chaire d'histoire et entretient des contacts amicaux étroits avec Max Weber et Friedrich Gundolf, ainsi qu'avec ses collègues Ernst Troeltsch, Karl Jaspers et Heinrich Rickert, les historiens Eberhard Gothein (de) et Karl Hampe, les constitutionnalistes Richard Thoma et Gerhard Anschütz et au frère de Max Weber, l'économiste Alfred Weber. Oncken passe un total de 16 ans à Heidelberg, ce qui est considéré comme sa période la plus importante et la plus réussie.

### Politique et activité pendant la Première Guerre mondiale
Oncken s'engage également en politique et devient membre du Parti national-libéral, dont il dirige l'organisation de la ville d'Heidelberg en tant que président. En tant que successeur d'Ernst Troeltsch, il représente l'Université de Heidelberg dans la Première Chambre de Bade à partir de 1915, dont il fait partie jusqu'en 1918. Au cours de cette activité, il entre en contact avec le prince Max de Bade, qui deviendra plus tard chancelier. Une candidature d'Oncken pour le mandat de député au Reichstag d'Heidelberg, devenu vacant en 1916, ne peut cependant pas se concrétiser.
En janvier 1912, il s'oppose, dans son exposé sur le renforcement de l'armée ou de la flotte, aux vastes projets du grand amiral von Tirpitz, car ils mettent en danger l'entente avec l'Angleterre. Il est en cela d'accord avec le ministre britannique de la guerre de l'époque, Lord Haldane, qu'il rencontre plus tard à Londres en tant que Lord chancelier britannique en 1913. Hermann Oncken s'oppose dès la Première Guerre mondiale à une politique d'armement allemande excessive et exprime une certaine critique de l'état de la politique intérieure de l'Empire wilhelminien.
Comme beaucoup de ses collègues, Oncken est un partisan de la guerre au début du conflit mondial, convaincu de la justesse de la cause allemande. Cependant, il défend des objectifs de guerre modérés et rejette les plans pangermanistes et les objectifs du Parti de la patrie allemande. Avec Max Weber et Friedrich Meinecke, il consacre son engagement politique à la Ligue populaire pour la liberté et la patrie (de), fondée en 1917, au sein de laquelle il prône une paix mutuelle et des réformes internes.

### Activité pendant la République de Weimar
En 1919, après la Première Guerre mondiale, Oncken continue à promouvoir une paix modérée avec Max de Bade et Max Weber au sein de l'association d'Heidelberg et s'engage en faveur de la constitution démocratique parlementaire et de la politique étrangère de Gustav Stresemann. Dans son essai sur la révolution de 1918/19, il identifie les illusions du commandement suprême de l'armée et la guerre sous-marine illimitée qu'il a imposée contre la direction politique de l'Empire, ainsi que la faiblesse de l'empereur à côté de la force d'attraction des idées de la révolution russe et de l'aveu soudain de la défaite militaire. Depuis 1923, il est professeur ordinaire à Munich, et depuis 1928 à Berlin.
Oncken accompagne la politique de la République de Weimar de manière critique, mais se considère comme un républicain de la raison, contrairement à beaucoup de ses collègues qui ne peuvent que difficilement, voire pas du tout, se résigner à la chute de l'Empire. Oncken est favorable à l'entente en matière de politique étrangère, telle qu'elle se concrétisée par exemple dans les accords de Locarno et l'adhésion à la Société des Nations en 1926. Il rejette cependant les propositions de réforme du Reich. En 1929, Oncken se prononce à nouveau en faveur de la République de Weimar dans un discours prononcé à l'occasion de la fête de la constitution de l'université de Berlin. En outre, en 1932, il fait partie des signataires de l'appel des historiens allemands qui se prononcent en faveur du candidat des partis de Weimar à l'élection du président du Reich, Paul von Hindenburg. En 1928, il devient le premier vice-président de la Commission historique du Reich (de) Friedrich Meinecke, avec qui il publie les Klassiker der Politik. Après le départ de Meinecke au printemps 1934, il devient son successeur. En 1932, il est admis - à nouveau en tant que successeur de Meinecke - à la Société du mercredi de Berlin (de), dont il fit partie jusqu'en 1944.

### Activité à l'époque du national-socialisme
Après la prise du pouvoir par les nationaux-socialistes en janvier 1933, Oncken s'oppose de plus en plus aux nouveaux dirigeants, dont la politique est totalement contraire à sa nature et à sa pensée. Bien qu'il évite les déclarations directes, il est victime, fin 1934, d'une campagne de dénigrement menée par son ancien élève Walter Frank (de). Le déclencheur fut le discours d'Oncken sur les transformations de l'image de l'histoire dans les époques révolutionnaires, qu'il a tenu à l'Académie prussienne des sciences et au Grand Auditorium de l'Université de Berlin. Dans ce discours, Oncken décrit la réévaluation de l'histoire allemande depuis 1933 comme une juxtaposition de pensées fécondes... mais aussi d'arbitraire lié à l'époque qui, dans certains cas, n'hésite pas à recourir à des hypothèses audacieuses et à du matériel non authentique. Cette conception est en totale contradiction avec l'interprétation de l'histoire dans le national-socialisme et Frank y répond le 3 février 1935 par un article injurieux dans le Völkischer Beobachter, qui est également réimprimé dans un journal d'Oldenbourg. Comme mesure punitive, Frank demande à Bernhard Rust, ministre du Reich pour la Science, l'Éducation et l'instruction publique, de mettre fin aux activités d'enseignement d'Oncken. La demande est acceptée et à partir du 7 février 1935, les cours d'Oncken à l'université de Berlin sont annulés. Les étudiants en sont simplement informés par une affiche sur le tableau d'affichage de l'université. Le 23 juillet 1935, Hitler signe l'acte de désengagement d'Oncken, ce qui le met en sécession forcée ; seuls ses élèves Gerhard Ritter et Anton Ritthaler (de) et Friedrich Meinecke l'ont publiquement défendu. Rust a déjà ordonné la dissolution de la Commission historique du Reich en mars. À la place, l'Institut du Reich pour l'histoire de la nouvelle Allemagne (de) est fondé en octobre 1935, dont le président est Walter Frank.

### Fin de vie
Après l'éviction d'Oncken de l'université et de toutes les institutions de recherche, son activité scientifique s'arrête, à l'exception de quelques publications. Vers 1943, Oncken quitte Berlin et vit d'abord à Breslau, puis à Göttingen, où il meurt le 28 décembre 1945.

### Adhésion aux académies
Oncken est membre de nombreuses académies scientifiques allemandes et étrangères, dont la Commission historique de Bade (1907), la Commission historique des archives du Reich et la Commission historique de l'Académie bavaroise des sciences de Munich (1920), la Commission d'histoire régionale bavaroise (de) (1927), la Societas Hungarorum Histórica (1929). Il est également membre correspondant de l'Académie bavaroise des sciences (1924), de l'Académie des sciences de Heidelberg, de la Société des sciences de Göttingen et de l'Académie prussienne des sciences (1933), au sein de laquelle il prend la place de feu son professeur Max Lenz. L'Académie allemande (de) de Munich, qu'il fonde en 1925 avec Georg Pfeilschifter (de), est le précurseur de l'actuel Institut Goethe.

## Élèves
- Franz Schnabel (1887-1966), doctorat 1910
- Gerhard Ritter (1888–1967), doctorat 1912, habilitation 1921
- Hans Rothfels (1891–1976), doctorat 1918
- Egmont Zechlin (de) (1896–1992), doctorat 1922
- Ernst Simon (de) (1899-1988), doctorat 1923
- Wolfgang Hallgarten (1901-1975), doctorat 1925
- Otto Vossler (de) (1902-1987), doctorat 1925, habilitation 1929
- Walter Frank (de) (1905-1945), doctorat 1927
- Michael Freund (de) (1902-1972), doctorat 1928
- Paul Kluke (de) (1908–1990), doctorat 1931
- Shepard Stone (de) (1908–1990), doctorat 1932
- Fritz Hellwig (1912-2017), doctorat 1933

## Travaux
Oncken écrit plusieurs biographies et édité des ouvrages sources en plusieurs volumes, par exemple en 1904, il présente la première biographie de Ferdinand Lassalle.
- Zur Kritik der oldenburgischen Geschichtsquellen im Mittelalter, Dissertation, Berlin 1891.
- Lamprechts Verteidigung, 1898.
- Lassalle. Zwischen Marx und Bismarck, Frommann, Stuttgart 1904, 5. Aufl. 1966.
- Rudolf von Bennigsen. Ein deutscher liberaler Politiker, 2 Bde., DVA, Stuttgart 1910.
- Historisch-politische Aufsätze und Reden, 2 Bde., Oldenbourg, München 1914.
- Deutschland und der Weltkrieg, 2 Bde., Teubner, Leipzig u. Berlin, 1916.
- Das alte und das neue Mitteleuropa. Historisch-politische Betrachtungen über deutsche Bündnispolitik im Zeitalter Bismarcks und im Zeitalter des Weltkrieges, Perthes, Gotha 1917.
- Die weltgeschichtlichen Probleme des großen Krieges. Vortrag, gehalten am 7. Oktober 1917 in der Handelshochschule zu Königsberg i. Preußen, Heymann, Berlin 1918.
- Aus Rankes Frühzeit, Perthes, Gotha 1922.
- Die Utopie des Thomas Morus und das Machtproblem in der Staatslehre, Carl Winter, Heidelberg 1922.
- Die Rheinpolitik Kaiser Napoleons III. von 1863–1870 und der Ursprung des Krieges von 1870/1871, 3 Bde., 1926.
- Napoleon III. und der Rhein. Der Ursprung des Krieges von 1870/71 (separat publizierte Einleitung von Die Rheinpolitik Kaiser Napoleons III. von 1863 bis 1870), DVA, Stuttgart 1926.
- Großherzog Friedrich I. von Baden und die deutsche Politik von 1854–1871, 2 Bde., DVA, Stuttgart 1927.
- Das Deutsche Reich und die Vorgeschichte des Weltkrieges, 2 Bde., Barth, Leipzig 1933.
- Vorgeschichte und Begründung des Zollvereins, 3 Bde., R. Hobbing, Berlin 1934.
- Cromwell. Vier Essays über die Führung einer Nation, Grote, Berlin 1935.
- Nation und Geschichte. Reden und Aufsätze 1919–1935, Grote, Berlin 1935.
- Die Sicherheit Indiens. Ein Jahrhundert englischer Weltpolitik, Grote, Berlin 1937.

## Legs
Le legs d'Hermann Oncken se trouve dans les Archives d'État de Basse-Saxe (de), site d'Oldenbourg (de)